# John Havers
John Newton Havers (* Mai 1931 in England; † vor oder am 2. November 2023) war ein englischer Badmintonspieler. 

## Karriere
John Havers siegte 1964 bei den Dutch Open. 1965 war er bei den nationalen Titelkämpfen in England erfolgreich und siegte bei den Irish Open.

## Sportliche Erfolge
| Saison | Veranstaltung                  | Disziplin    | Platz | Name                             |
| ------ | ------------------------------ | ------------ | ----- | -------------------------------- |
| 1964   | Dutch Open                     | Mixed        | 1     | John Havers / Jennifer Pritchard |
| 1965   | Irish Open                     | Mixed        | 1     | John Havers / Margaret Barrand   |
| 1965   | England: Einzelmeisterschaften | Herrendoppel | 1     | John Havers / William Havers     |